# Buck Williams
Charles Linwood „Buck“ Williams (* 8. März 1960 in Rocky Mount, North Carolina) ist ein ehemaliger US-amerikanischer Basketballspieler, der von 1981 bis 1998 in der NBA aktiv war.

## Karriere
Er startete seine NBA-Laufbahn bei den New Jersey Nets, die ihn im NBA-Draft 1981 an dritter Stelle auswählten. Bei den Nets begann er gleich in seiner ersten Saison alle 82 Spiele und wurde für seine guten Leistungen zum All-Star gewählt, am Ende der Saison als Rookie of the Year ausgezeichnet und führte damit die Berufenen ins NBA All-Rookie Team an. In seiner zweiten Saison und dann erneut 1986 konnte er seine All-Star-Nominierung wiederholen.
1989 wurde Williams gegen Sam Bowie und einen Erstrunden-Draftpick zu den Portland Trail Blazers transferiert. Nach sieben Jahren in Portland wechselte er 1996 als Free Agent zu den New York Knicks, wo er seine Karriere im Januar 1999 beendete. Im April 1999 zogen die New Jersey Nets zu seinen Ehren seine Rückennummer 52 als Veteranentrikot von der Wiedervergabe zurück.
Von 1994 bis 1997 war Williams Präsident der Spielergewerkschaft National Basketball Players Association.
Anfang der Saison 2010/11 war Williams einer von drei Co-Trainern der Portland Trail Blazers unter Trainer Nate McMillan.

## Spielweise
Williams war vor allem für seine starken Leistungen in der Defensive und beim Rebound bekannt. In den ersten sieben Jahren holte er im Schnitt mindestens 11,9 Rebounds pro Spiel. Bis heute liegt er mit über 13.000 Rebounds auf Platz 14 der Spieler mit den meisten Rebounds. In seiner Karriere konnte Williams insgesamt 16.784 Punkte erzielen. Williams war über Jahre der erfolgreichste Scorer und Rebounder in der Geschichte der Nets. Im April 2017 wurde er von Brook Lopez als erfolgreichster Scorer abgelöst.